# Тримирене
Тримирѐне (от гр.), на някои места наричано и Трѝмеро, Търпѝло, Едно̀ница, е спазване на най-строг пост през първите три дни на Тодоровата неделя – началото на Великия пост.
Не се употребява храна, вода, спазва се забрана за сексуални контакти. На места има традиция да се яде веднъж на ден, откъдето идва названието му едноничене, едноница (Софийско). В по-ранни времена според някои данни е траело седем или девет дни. В последния ден (Тримерна сряда) тримерникът отива на църква да се причести и да си вземе светена вода. Раздава се постна храна в църквата или се слага постна трапеза вкъщи.
Най-често тримирят жените (моми, годеници, млади булки, възрастни жени), рядко мъже. На трапезата се канят гости от същата възрастова група. Задължителни ястия са варено жито, боб, хляб, ошав.
По своите белези тримиренето се включва в обредната система на Тодоровата неделя, като в него се откриват следи от стари обреди на преминаване, а връзката му с вярванията в отвъдния свят е очевидна. Смята се, че тримеренето е за спасение на душата и тримерникът ще има „хаир на оня свят“; от гостите си получава подаръци и пари „за оттатък“. Схваща се като „живо одуше“ – Задушница за живите.